# Gaetano Scorza
Bernardino Gaetano Scorza (Morano Calabro, 29 settembre 1876 – Roma, 6 agosto 1939) è stato un matematico e politico italiano.

## Biografia
Dopo aver compiuto gli studi prima a Roma, presso il Collegio Nazareno, e poi al Pio Collegio dei Padri Scolopi di Firenze, si iscrive all'Università di Pisa, dove si laurea in matematica nel 1898 con Eugenio Bertini e Luigi Bianchi, avendo come insegnanti, fra gli altri, il celebre Ulisse Dini. Fu assistente di geometria proiettiva e descrittiva prima a Pisa e poi presso l'Università di Torino, per poi ottenere l'abilitazione all'insegnamento presso la Scuola Normale Superiore nel 1901. A partire dal 1902 per tutto il successivo decennio si dedica all'insegnamento nella scuola media superiore, nelle città di Terni, Bari e Palermo.
Nel 1912 ottiene una cattedra a seguito di pubblico concorso presso l'Università di Cagliari dove insegna geometria proiettiva e descrittiva. Nel 1913 passa all'Università di Parma e dal 1916 al 1921 insegna Geometria analitica all'Università degli Studi di Catania. Dopo un periodo trascorso all'Università di Napoli, nel 1934 passa all'Università di Roma dove si stabilirà definitivamente fino alla morte. Fu socio dell'Accademia Nazionale dei Lincei. Tra gli altri incarichi, ricoprì quello di membro del Consiglio Nazionale della Pubblica Istruzione dal 1923 al 1932  e di presidente del Comitato per la Matematica del Consiglio Nazionale delle Ricerche dal 1928 al 1931. Alcune settimane prima della morte fu nominato senatore del Regno d'Italia.

## Ricerca scientifica
Scorza contribuì alla produzione scientifica in particolar modo nel campo della geometria proiettiva, delle matrici di Reimann e della teoria delle algebre e gruppi. Giunse al completamento dell'opera cominciata da Federigo Enriques e da Guido Castelnuovo sulla geometria delle trasformazioni birazionali, nonostante comunque le sue scoperte più significative restino legate alle funzioni abeliane.
A partire dal 1921, l'oggetto principale della sua ricerca è stata la teoria generale delle algebre, che lo ha portato ad affrontare problemi di teoria dei numeri e la teoria dei gruppi finiti. Nel 1942 è stato pubblicato postumo il volume Gruppi astratti, a cura di Giuseppe Scorza Dragoni (suo figlio) e Guido Zappa.
Si è inoltre occupato di questioni di economia politica e di fotogrammetria teoretica. Inoltre, un nutrito gruppo di sue pubblicazioni è stato strettamente utilizzato per l'insegnamento nelle scuole secondarie.

## Incarichi istituzionali per l'istruzione pubblica
Fu consulente di Giovanni Gentile, allora ministro della pubblica istruzione, a seguito della sua riforma scolastica del 1923. Nonostante non abbia mai celato le sue perplessità circa l'aura neo-idealista su cui si incentrava il progetto di legge, Scorza cercò attraverso studi e relazioni di correggere l'indirizzo della riforma dando un giusto peso alle discipline scientifiche, seppur con risultati condizionati. Realizzò il programma di matematica per le scuole secondarie, ed essendo anche autore del libro di testo ufficiale di aritmetica delle ultime tre classi delle scuole elementari.
Si fece promotore di iniziative più moderne per l'insegnamento della matematica, con la convinzione che la preparazione scolastica dovesse diminuire il divario con quella più complessa del mondo universitario, affinché i metodi propedeutici fossero meno dogmatici e legati a uno sguardo comparativo fra tutte le principali discipline scientifiche (Geometria, Matematica e Fisica).